# Елецкое кружево
Еле́цкое кру́жево — вид русского кружева, которое плетётся на коклюшках. Существует с начала XIX века. Центр — город Елец (Липецкая область). Елецкие кружева более тонкие и лёгкие, чем вологодские

## Елецкое кружево в XIX веке
Елецкое кружевоплетение сформировалось в конце XVIII — начале XIX века на основе европейских образцов, но с течением времени превратилось в уникальный вид декоративно-прикладного искусства, впитавший в себя специфику народного искусства края.  
И хотя кружевной промысел был очень развит, старинных образцов елецкого коклюшечного кружева сохранилось мало, они разрознены, находятся в фондах разных музеев, частных коллекциях, а зачастую информация о тех или иных образцах содержится только в литературных источниках.  
Ассортимент елецких кружевных изделий конца XIX века достаточно широк. Сохранившиеся немногочисленные образцы кружевных платков, косынок, шалей, оплетов носовых платков выполнены в специфическом «елецком» стиле и представляют собой самобытные образцы народной художественной культуры. 

Первые рисунки для кружевных узоров были привезены из Европы — из Германии, Бельгии и Франции, но вскоре появились местные художники и свой самобытный стиль. 
Елецкие кружева известны в России с конца XVIII века. Именно тогда здесь, в Ельце, возник один из центров, где россияне начали активно осваивать это пришедшее из Европы искусство. Первое свидетельство о кружеве датировано 1801 годом, о чём свидетельствует прошва на полотенце с надписью: «сей плат шила диаконова дочь Александра Иванова 1801 года». Кружево на этом полотенце выполнено полотнянкой и сеткой. Сетка наиболее часто применяется в Елецком кружеве.
Кружево отличается мягким контрастом мелкого узора (растительного и геометрического) и тонкого ажурного фона.

## Елецкое кружево в XX и XXI веке
В 1960 году основан Елецкий комбинат художественных изделий (художники П. Г. Петрова, В. И. Григорьева).
Сегодня ООО фабрика НХП «Елецкие кружева» расположена в г. Елец. 
На предприятии  " Елецкие кружева " работают тысячи кружевниц (на дому и в цехах). Нынешний ассортимент продукции " Елецких кружев " — около 200 наименований.
С. А. Давыдова в 1880 году посетила Елец и описала процветавший тогда кружевной промысел. Результаты изложены в работе «Кружевной промысел в губерниях Орловской, Вятской, Казанской и Вологодской», изданной в 1886 году. Книгу сопоровождает альбом фотографий образцов кружева.
В 1916 году З. М. Твердова-Свавицкая в своём исследовании попыталась определить особенности елецкого кружевоплетения, составить хронологию развития промысла в XIX веке. Исследование содержит фотографии образцов елецкого кружева.
А. И. Коломиец в альбоме «Елецкое кружево», вышедшем в 1962 году представила образцы конца XIX - начала XX века с их кратким описанием.
Книга В. А. Фалеевой «Русское плетеное кружево» является одним из наиболее ценных источников сведений об особенностях местных узоров и мотивов, а также о местонахождении старинных образцов елецкого кружева.

## Экспонирование
Впервые елецкие кружева были представлены на Всемирной выставке в Вене в 1873 году, причем работы елецких мастериц сразу привлекли внимание публики и получили высокую оценку специалистов.
Самые древние образцы елецких кружевных изделий находятся в Государственном Эрмитаже, Государственном Русском музее, Всероссийском музее декоративно-прикладного и народного искусств. 
В Елецком городском краеведческом музее и Музее народных промыслов и ремёсел хранятся образцы кружева, относящиеся концу XIX века, а также отражающие особенности развития елецкого кружевного промысла в XX веке. 
Работы кружевниц из Ельца выставлялись на Всемирных выставках в Брюсселе, Париже, Монреале (1967), Осаке (1970), где неоднократно награждались медалями и дипломами.
Елецкие кружева экспонировалось на 120 международных выставках, всякий раз неизменно вызывая восхищение. 
В 1994 году на выставке в Москве елецкие кружева были удостоены золотой медали. 